# Fangcun (socken i Kina, Guizhou)
Fangcun (kinesiska: 方村, 方村乡) är en socken i Kina. Den ligger i provinsen Guizhou, i den sydvästra delen av landet, omkring 170 kilometer sydost om provinshuvudstaden Guiyang. Antalet invånare är 6711. Befolkningen består av 3 240 kvinnor och 3 471 män. Barn under 15 år utgör 26,0 %, vuxna 15-64 år 61 %, och äldre över 65 år 12,0 %.